# Raleigh, Severna Karolina
Raleigh (IPA: [ˈrɔːliː]) je glavno mesto ameriške zvezne države Severna Karolina. Po najnovejših podatkih ima mesto približno 385.000 prebivalcev in je drugo največje v Severni Karolini za Charlottom. Mesto je znano po številnih hrastovih drevesih, po katerih je dobilo tudi vzdevek Mesto hrastov (City of Oaks).
Raleigh je bil ustanovljen leta 1792 in načrtno zgrajen kot novo glavno mesto Severne Karoline. Ime nosi po siru Walterju Raleighu, angleškem pesniku iz 16. stoletja.
Obstajata dve statistični velemestni območji: prvo, Raleigh-Cary, je ožje in ima 1.088.765 prebivalcev (2008). Drugo, Raleigh-Durham-Cary, zajema tudi nekoliko stran ležeči Durham in šteje več kot 1,6 milijona prebivalcev.
Širše velemestno območje Raleigha se večidel prekriva s tako imenovanim raziskovalnim trikotnikom (Research Triangle), tj. regijo, v kateri se nahaja eden največjih raziskovalnih kompleksov v ZDA Research Triangle Park. Raleigh je med najhitreje rastočimi mesti v ZDA, delno tudi zaradi dobrih zaposlitvenih možnosti.